# 321. п. н. е.

## Догађаји
- Битка код Каудинског кланца

## Смрти
- Кратер (војсковођа)